# Liste der Baudenkmale in Oldenburg (Oldb) – Herbartstraße
In der Liste der Baudenkmale in Oldenburg (Oldb) – Herbartstraße stehen alle Baudenkmale der Herbartstraße in Oldenburg (Oldb).  Die Quelle der IDs und der Beschreibungen ist der Denkmalatlas Niedersachsen.
Der Stand der Liste ist das Jahr 2022(17).

## Allgemein
In den Spalten befinden sich folgende Informationen:
- Lage: die Adresse des Baudenkmales und die geographischen Koordinaten. Kartenansicht, um Koordinaten zu setzen. In der Kartenansicht sind Baudenkmale ohne Koordinaten mit einem roten Marker dargestellt und können in der Karte gesetzt werden. Baudenkmale ohne Bild sind mit einem blauen Marker gekennzeichnet, Baudenkmale mit Bild mit einem grünen Marker.
- Bezeichnung: Bezeichnung des Baudenkmales
- Beschreibung: die Beschreibung des Baudenkmales. Unter § 3 Abs. 2 NDSchG werden Einzeldenkmale und unter § 3 Abs. 3 NDSchG Gruppen baulicher Anlagen und deren Bestandteile ausgewiesen.
- ID: die Objekt-ID des Baudenkmales
- Bild: ein Bild des Baudenkmales, ggf. zusätzlich mit einem Link zu weiteren Fotos des Baudenkmals im Medienarchiv Wikimedia Commons. Wenn man auf das Kamerasymbol klickt, können Fotos zu Baudenkmalen aus dieser Liste hochgeladen werden:

Zurück zur Hauptliste
| Lage                                        | Bezeichnung                                    | Beschreibung | ID       | Bild |
| ------------------------------------------- | ---------------------------------------------- | --- | -------- | ---- |
| Herbartstraße 53° 8′ 24″ N, 8° 12′ 27″ O    | Herbartdenkmal                                 | Büste des in Oldenburg geborenen Dichters Johann Friedrich Herbart (1776–1841) in der Wallanlage gegenüber dem Herbartgymnasium. Überlebensgroße Bronzebüste auf Granitsockel, 1876 von Heinrich Carl Johann Manger. | 37431808 | BW   |
| Herbartstraße 3 53° 8′ 26″ N, 8° 12′ 25″ O  | Wohnhaus                                       | Giebelständiger eineinhalbgeschossiger Putzbau von vier Achsen über Sockelgeschoss mit Drempel unter Satteldach (Typus „Oldenburger Hundehütte“). Eingang auf der rechten Seite. Sockel in den mittleren Achsen als Podest vorgezogen, darauf Terrasse mit wohl jüngerem Wintergarten. Putzgliederung: geschossteilende Gesimse, horizontale Fugen, Fensterrahmungen, im OG Brüstungsfelder mit Festons. Verzierter Schwebegiebel. Vorgarten. Erbaut 1877, Architekt: Gerhard Schnitger. | 37431313 | BW   |
| Herbartstraße 4 53° 8′ 24″ N, 8° 12′ 23″ O  | Herbartgymnasium (ehem. Städtische Realschule) | Ehemalige Städtische Realschule, ab 1885 Oberrealschule, ab 1934 „Hindenburgschule“, seit 1988 „Herbartgymnasium“. Von der Straße zurückgesetzt mit Vorplatz. Ehemals zweigeschossiger, nach Aufstockung dreigeschossiger Backsteinbau von 21 Achsen über Sockelgeschosses mit kurzen Seitenflügeln nach Westen. Symmetrische Hauptfassade mit Mittelrisalit und Eckrisalite von jeweils drei Achsen, an den Kanten der Risalite breite Lisenen, unten rechteckig, oben polygonal, ursprünglich das Gebäude überragend. Geschossteilendes Gesims, Rundbogenfenster, im OG mit Bogenblenden und Brüstungsfeldern zu Dreiergruppen zusammengefasst. Drittes Geschoss nachträglich, ehemals auch mit Rundbogenfenstern, an den Seitenteilen später zu Rechteckfenstern verändert. An den Seitenflügeln Wandfelder mit Tondi. Rückseite verändert. Erbaut 1872, Architekt: Heinrich Christian Anton Früstück, 1923–1924 um ein drittes Geschoss erhöht, 1938 rückwärtiger Turnhallenanbau am Nordflügel, 1979 Rückseite umgebaut. | 37431335 | BW   |
| Herbartstraße 5 53° 8′ 22″ N, 8° 12′ 24″ O  | Wohnhaus                                       | Zweigeschossiger Putzbau von drei Achsen über Sockelgeschoss unter Walmdach (vorne, hinten Satteldach). Links polygonaler eingeschossiger Standerker mit Balkon. Eingang auf der rechten Seite. Putzgliederung: Rustizierung des Sockels, am Erdgeschoss horizontale Fugen, geschossteilende Gesimse, Fensterrahmungen und Brüstungsfelder, am Erker Pilaster. Vorgarten. Erbaut 1883, Architekt: Gerhard Schnitger. | 37431359 | BW   |
| Herbartstraße 8 53° 8′ 21″ N, 8° 12′ 24″ O  | Wohnhaus                                       | Eineinhalbgeschossiger giebelständiger Putzbau von vier Achsen über Sockelgeschoss mit Drempel unter Satteldach (Typus „Oldenburger Hundehütte“). Links Sockel vorgezogen für Terrasse, mit späterem Garageneinbau. Eingang auf der rechten Seite. Putzgliederung: Rustizierung des Sockels, geschossteilende Gesimse, Fensterrahmungen, im OG z. T. Ädikulen und Brüstungsfelder. Vorgarten und eiserne Einfriedung. Erbaut wohl um 1880. | 37431405 | BW   |
| Herbartstraße 9 53° 8′ 21″ N, 8° 12′ 24″ O  | Wohnhaus                                       | Zweigeschossiger Putzbau von vier Achsen über Sockelgeschoss unter Walmdach. Links eingeschossiger polygonaler Standerker mit Wintergarten, rechts jüngerer Garageneinbau. Eingang auf der rechten Seite. Putzgliederung: Rustizierung des Sockels, geschossteilende Gesimse, gequaderte Lisenen, Fensterrahmungen, im EG Balusterbrüstungen, im OG Brüstungsfelder mit Festons und rechts Ädikulen, am Erker Pilaster, Konsolfries unter der Traufe. Vorgarten und eiserne Einfriedung. Erbaut 1880, rückwärtiger Anbau 1905, Architekt: F. R. Hegeler. | 37431428 | BW   |
| Herbartstraße 10 53° 8′ 20″ N, 8° 12′ 24″ O | Wohnhaus                                       | Zweigeschossiger Putzbau von vier Achsen über Sockelgeschoss unter Mansardwalmdach. Links zweiachsiger Risalit mit geschweiftem Zwerchgiebel. Rechts eingeschossiger polygonaler Standerker mit Balkon. Auf der linken Seite zurückgesetzter Vorbau mit Eingang. Dachgaupe. Putzgliederung: geschossteilende Gesimse, horizontale Fugen, Fensterrahmungen, am Erker oben Brüstungsfelder und Pilaster, Kranzgesims mit Konsolen und Festons. Vorgarten und eiserne Einfriedung. Erbaut wohl um 1880, 1893 Ausbau durch Maurermeister Brandes. | 37431451 | BW   |
| Herbartstraße 11 53° 8′ 20″ N, 8° 12′ 23″ O | Wohnhaus                                       | Ehemals zweigeschossiger, nach Aufstockung dreigeschossiger Putzbau von vier Achsen, heute unter Flachdach. Linke zwei Achsen Risalit, davor Auslucht. Eingang auf der rechten Seite. Putzgliederung: geschossteilende Gesimse, horizontale Fugen, Fensterrahmungen, an der Auslucht Pilaster. Vorgarten. Erbaut 1886, Architekt: Gerhard Schnitger. | 37431475 | BW   |
| Herbartstraße 12 53° 8′ 19″ N, 8° 12′ 23″ O | Wohnhaus                                       | Giebelständiger eineinhalbgeschossiger Putzbau von vier Achsen über Sockelgeschoss mit Drempel unter Satteldach (Typus „Oldenburger Hundehütte“). Links polygonaler eingeschossiger Standerker unter Balkon. Auf der rechten Seite zurückgesetzter Vorbau mit Eingang. Putzgliederung: geschossteilende Gesimse, am Sockel horizontale Fugen, Fensterrahmungen, im OG z. T. Brüstungsfelder und Ädikulen. Vorgarten. Erbaut 1885, Architekt: Gerhard Schnitger. | 37431498 | BW   |
| Herbartstraße 13 53° 8′ 19″ N, 8° 12′ 23″ O | Wohnhaus                                       | Zweigeschossiger Putzbau von fünf Achsen über Sockelgeschoss unter Walmdach. Rechts dreiachsiger Risalit, davor Auslucht mit Serliana unter Balkon, darüber Treppengiebel. Zwei Rundgiebelgaupen. Rundbogenfenster. Eingang auf der linken Seite. Putzgliederung: Rustizierung des Sockels, geschossteilende Gesimse, horizontale Fugen im Erdgeschoss, Fensterrahmungen und Brüstungsfelder, an der Auslucht seitlich bekrönende Vielpässe, Kranzgesims mit Festons und Konsolen. Vorgarten und eiserne Einfriedung. Erbaut 1896, Architekt: Gerhard Schnitger. | 37431521 | BW   |
| Herbartstraße 14 53° 8′ 18″ N, 8° 12′ 23″ O | Wohnhaus                                       | Zweigeschossiger Putzbau von vier Achsen über Sockelgeschoss unter Walmdach. Rechts zweiachsiger Risalit, davor polygonaler eingeschossiger Standerker unter Balkon, ehemals mit Zwerchgiebel. Moderne Schleppgaupe. Auf der linken Seite zurückgesetzter Vorbau mit Eingang. Putzgliederung: Quaderung des Sockels, geschossteilende Gesimse, horizontale Fugen, gequaderte Lisenen, Fensterrahmungen und Brüstungsfelder, Kranzgesims mit Konsolen. Vorgarten und eiserne Einfriedung. Erbaut 1896, Architekt: Gerhard Schnitger. | 37431544 | BW   |
| Herbartstraße 16 53° 8′ 17″ N, 8° 12′ 23″ O | Wohnhaus                                       | Traufständiger eineinhalbgeschossiger Putzbau von vier Achsen über Sockelgeschoss mit Drempel unter Satteldach (Variante des Typus „Oldenburger Hundehütte“). Rechts zweiachsiger Risalit, davor polygonaler eingeschossiger Standerker mit jüngerem Garageneinbau unter Balkon, mit Zwerchgiebel. Auf der linken Seite zurückgesetzter Vorbau mit Eingang. Putzgliederung: geschossteilende Gesimse, horizontale Fugen, Fensterrahmungen, im Giebel Ädikulen. Verzierter Schwebegiebel. Vorgarten und eiserne Einfriedung. Erbaut 1886, Architekt: Gerhard Schnitger. | 37431567 | BW   |
| Herbartstraße 21 53° 8′ 21″ N, 8° 12′ 26″ O | Wohnhaus                                       | Giebelständiger eineinhalbgeschossiger Putzbau von vier Achsen über Sockelgeschoss mit Drempel unter Satteldach (Typus „Oldenburger Hundehütte“). Links Auslucht, darunter jüngerer Garageneinbau, unter Balkon. Auf der rechten Seite zurückgesetzter Vorbau mit Eingang. Putzgliederung: Rustizierung des Sockels, geschossteilende Gesimse, horizontale Fugen, Fensterrahmungen. Erbaut 1880. | 37431665 | BW   |
| Herbartstraße 22 53° 8′ 22″ N, 8° 12′ 25″ O | Wohnhaus                                       | Giebelständiger eineinhalbgeschossiger Putzbau von vier Achsen über Sockelgeschoss mit Drempel unter Satteldach (Typus „Oldenburger Hundehütte“). Links Auslucht unter Balkon. Auf der rechten Seite zurückgesetzter Vorbau mit Eingang. Putzgliederung: Quaderung des Sockels, geschossteilende Gesimse, Fensterrahmungen. Vorgarten und eiserne Einfriedung. Erbaut 1883, Architekt: Gerhard Schnitger. | 37431688 | BW   |
| Herbartstraße 24 53° 8′ 27″ N, 8° 12′ 26″ O | Wohnhaus                                       | Zweigeschossiger Putzbau von vier Achsen über Sockelgeschoss unter Walmdach. Auf der linken Seite zurückgesetzter Vorbau mit Eingang. Rechts moderner Anbau. Fenster im OG rundbogig. Putzgliederung: Rustizierung des Sockels, geschossteilende Gesimse, Fensterrahmungen, mittige Wandfelder, unten rechteckig, oben als Rundbogennische, Kranzgesims. Erbaut 1878, Architekt: Gerhard Schnitger. | 37431736 | BW   |
| Herbartstraße 25 53° 8′ 28″ N, 8° 12′ 27″ O | Villa                                          | Eckhaus zum Haarenufer, nach dorthin Hauptfassade ausgerichtet. Zweigeschossiger Putzbau von sieben Achsen über Sockelgeschoss unter Walmdach. Auf beiden Seiten zweiachsiger Eckrisalit mit Giebelfeld, dazwischen Loggia unter Balkon auf vier schlanken Säulen, im OG Eisenbrüstung und Überdachung als Glas-Eisen-Konstruktion. Rechte Seite zur Herbartstraße mit mittigem Eingang und Zweifenstergruppe im Obergeschoss. Fenster im OG alle rundbogig. Putzgliederung: geschossteilende Gesimse, Fensterrahmungen, im OG Pilaster und an den Risaliten mittig Halbsäulen, an der rechten Seite unten Putzfelder mit Tondi und oben Blendarkaden, umlaufendes hohes Kranzgesims mit Festons. Zur Herbartstraße abschließende Mauer, zum Haarenufer Garten mit Pavillon (dieser separat ausgewiesen). Erbaut 1871, Architekt: Gerhard Schnitger. | 37431760 | BW   |
| Herbartstraße 25 53° 8′ 28″ N, 8° 12′ 28″ O | Gartenpavillon                                 | Achteckiger Pavillon im Garten des Hauses Herbartstraße 25, an der Spitze des Gartens am Zusammenfluss von Haaren und Hausbäke gelegen. 2012–2013 instand gesetzt. | 39140677 | BW   |